# Aeropuerto Internacional de Angkor
El Aeropuerto Internacional de Siem Reap-Angkor (IATA: REP, OACI: VDSR) (en camboyano: en francés: Aéroport International De Siem Reap) es el mayor aeropuerto de Camboya y está ubicado en Siem Reap, hogar de Angkor Wat. Todo el diseño de arquitectura es fruto de Archetype Group. La inauguración oficial de la nueva terminal en el Aeropuerto Internacional de Siem Reap-Angkor se produjo el 28 de agosto de 2006. 
En 2008, se compró terreno para ampliar la plataforma y el aparcamiento. El servicio de control aéreo está proporcionado por CATS (Cambodia Air Traffic Services), con ayudas a la navegación, entre el edificio SEI y la terminal doméstica. El aeropuerto se encuentra a unos 6 km de Siem Reap, justo al norte de la Nacional 6. La pista 23/05, solo puede ser utilizada en despegue por la cabecera 23, debido a las restricciones de ruido sobre el templo Angkor.

## Aerolíneas y destinos
- Air Asia (Kuala Lumpur)
- Asiana Airlines (Seúl-Incheon)

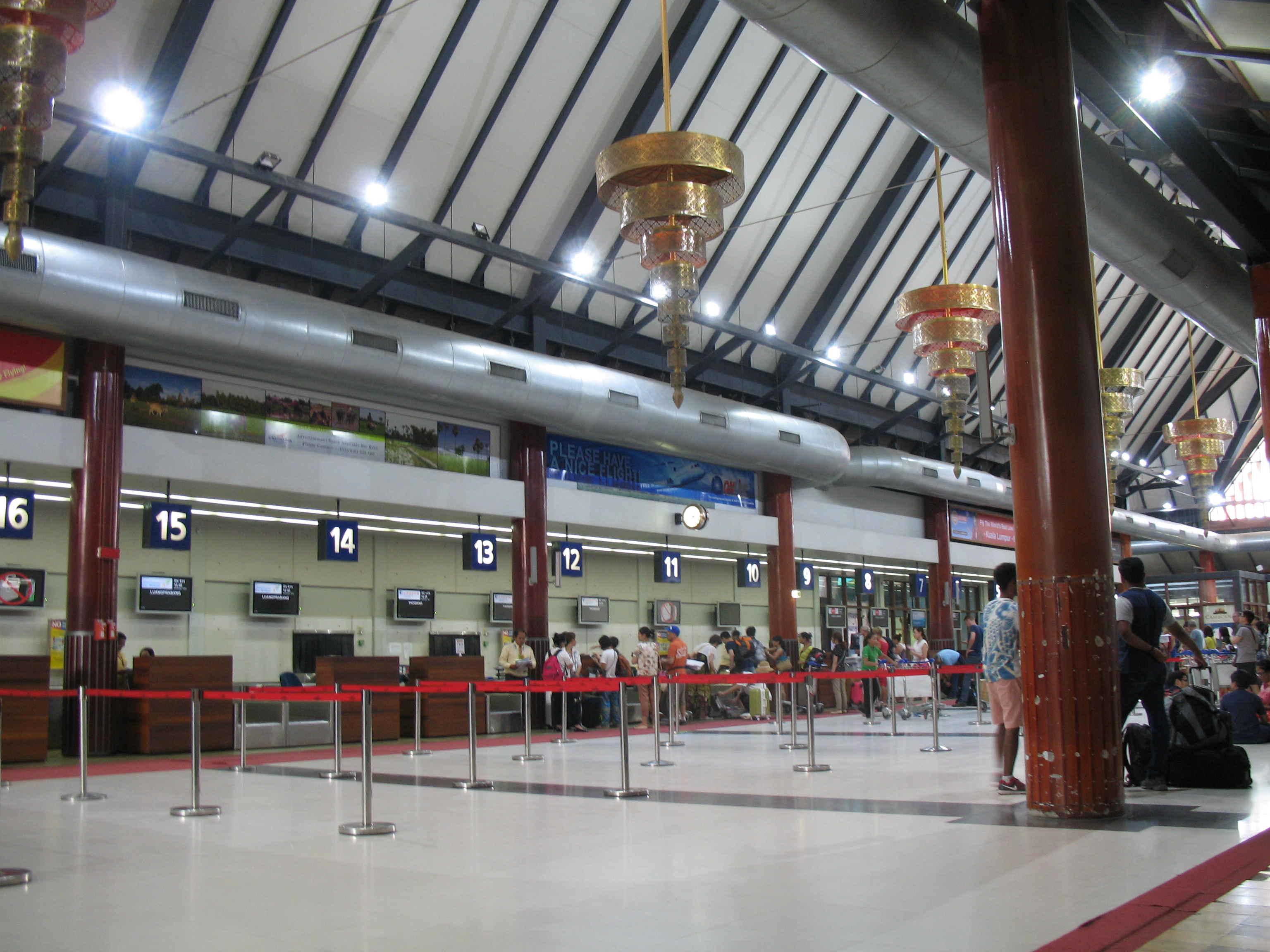
Zona de facturación de la terminal.

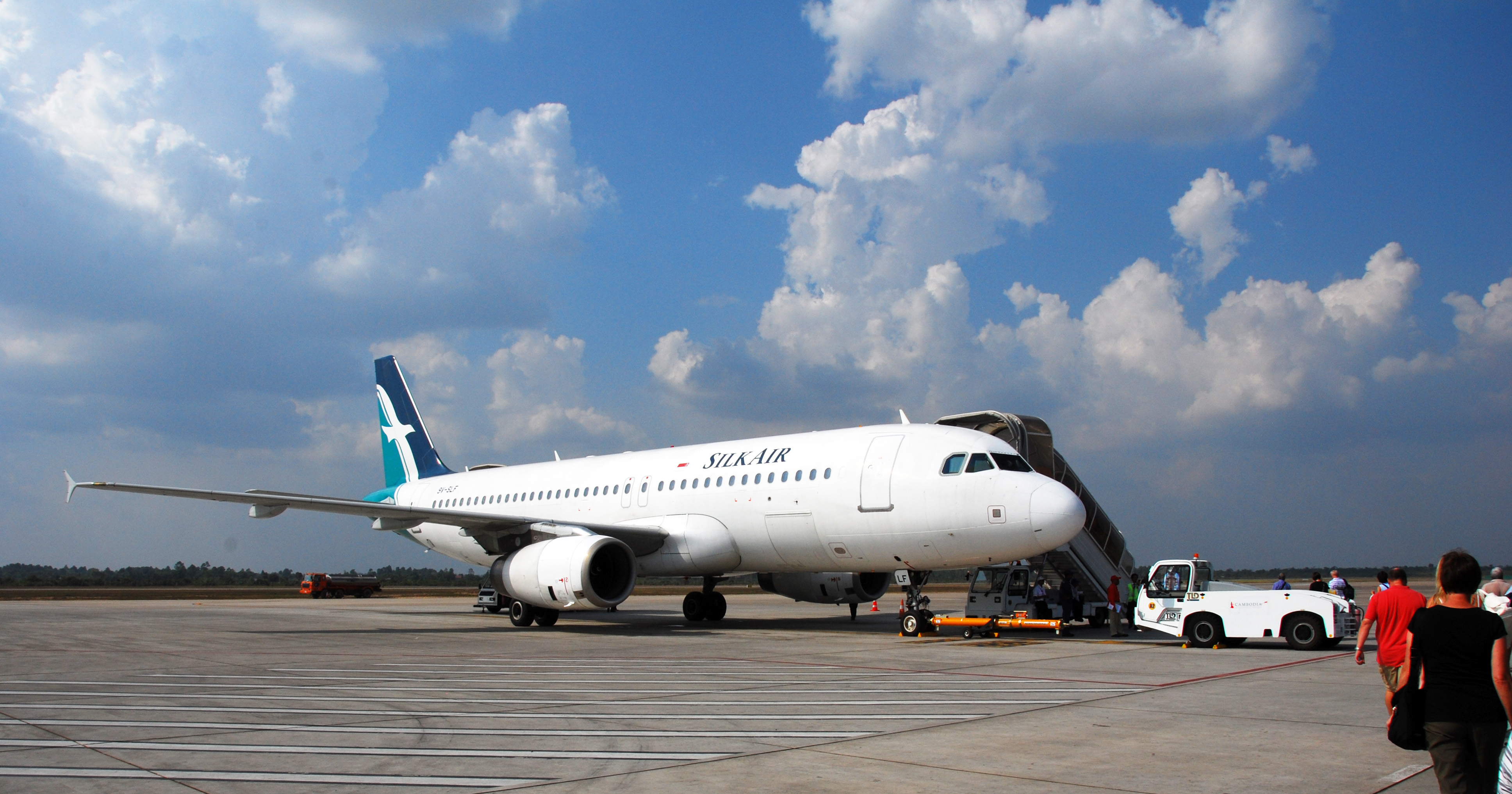
Avión de Silk Air en el aeropuerto en 2008.

- Bangkok Airways (Bangkok-Suvarnabhumi)
- China Southern Airlines (Guangzhou)
- Jetstar Pacific (Ciudad de Ho Chi Minh)
- Korean Air (Seúl-Incheon)
- Lao Airlines (Luang Prabang)
- Malaysia Airlines (Kuala Lumpur)
- Myanmar Airways International (Rangún)
- PMTair (Busan, Hanói, Seúl-Incheon)
- Siem Reap Airways (Bangkok-Suvarnabhumi)
- Silk Air (Da Nang, Singapur)
- Vietnam Airlines (Hanói, Ciudad de Ho Chi Minh)
- Cambodia Angkok Air (Nom Pen)

## Pista
- Longitud: 2550 m
- Anchura: 45 m, con arcenes de 2,5 m a cada lado
- Rodadura perpendicular: 1 (longitud: 240 metros, ancho: veinte metros y diez metros de márgenes). En construcción: 1 (longitud: 600 metros, ancho: 23 metros y quince metros de márgenes)
- Posiciones: 8
- Ayudas visuales y a la navegación: 
  - VOR/DME
  - NDB
  - PAPI

## Estadísticas
Ver fuente y consulta Wikidata.
| Año  | Pasajeros | Movimientos |
| ---- | --------- | ----------- |
| 2001 | 449,700   | 12,400      |
| 2002 | 572,700   | 13,600      |
| 2003 | 551,300   | 12,000      |
| 2004 | 799,700   | 15,500      |
| 2005 | 1,038,100 | 16,900      |
| 2006 | 1,360,400 | 18,900      |
| 2007 | 1,732,400 | 22,000      |
| 2008 | 1,531,800 | 20,000      |
| 2009 | 1,255,200 | 18,200      |
| 2010 | 1,581,309 | 20,447      |
| 2011 | 1,826,118 | 23,415      |
| 2012 | 2,223,029 | 26,248      |
| 2013 | 2,663,337 | 31,590      |
| 2014 | 3,018,669 | 35,696      |
| 2015 | 3,296,513 | 37,296      |
| 2016 | 3,478,300 | 37,698      |
| 2017 | 4,209,000 | 43,568      |
| 2018 | 4,480,000 | 44,314      |
| 2019 | 3,926,000 | 39,750      |
| 2020 | 619,000   | 7,751       |
| 2021 | 2,000     | 161         |